# Texas Mexican Railway
La Texas Mexican Railway (TM) era una ferrovia che operava nel Texas come sussidiaria della Kansas City Southern Railway. Viene spesso chiamata Tex-Mex o TexMex Railway.
Il 1º gennaio 2005, la Kansas City Southern ha preso il controllo della Texas Mexican Railway e della parte statunitense del Texas Mexican Railway International Bridge a Laredo, Texas. La ferrovia è un collegamento vitale nella rete ferroviaria della KCS, che collega la KCS e la TFM (ovvero KCS de Mexico). Nonostante la Tex-Mex sia un'entità legale separata, la KCS e la Tex-Mex sono gestite come se fossero un'unica ferrovia.

## Storia

### XIX secolo
Istituita nel marzo 1875, la Corpus Christi, San Diego and Rio Grande Gauge Railroad costruì una linea a scartamento ridotto di 914 mm da Corpus Christi, Texas a Rancho Banquete, Texas tra il 1875 e il 1877, e poi a San Diego, Texas nel 1879. Lo scopo principale di questa linea di 84 km era quello di trasportare le pecore dai ranch del Texas alle rive del golfo del Messico, ricevendo alcuni finanziamenti da Richard King e Mifflin Kenedy. Nel 1881, la linea fu venduta a un sindacato che includeva William J. Palmer e le fu dato un nuovo atto costitutivo come Texas Mexican Railway. In base a questo documento, la linea è stata costruita per ulteriori 180 km fino a Laredo, Texas. Nonostante il documento consentiva la costruzione di altre linee, che avrebbero portato a una rete complessiva di 2.300 km, inclusa una linea da San Diego al fiume Sabine con diramazioni per Tyler, Galveston, San Antonio, Texas e il Sabine Pass, questi ampliamenti non furono mai realizzati. La piccola Galveston, Brazos and Colorado Railroad fu acquistata nel 1881 per un collegamento a Galveston, ma non fu mai costruita una linea tra le due ferrovie.
Nel 1883 fu costruito un ponte sul Rio Grande fino a Nuevo Laredo, rendendo la Tex-Mex il primo collegamento ferroviario tra il Messico e gli Stati Uniti. Ciò garantiva l'accesso ferroviario per tutto il Messico settentrionale al porto di Corpus Christi, aumentando il commercio internazionale di Brownsville nella bassa valle del Rio Grande e al suo porto di acque profonde, Los Brazos de Santiago. Questo collegamento ferroviario devastò anche la navigazione commerciale del Rio Grande, tra Rio Grande City, Camargo (Messico), Brownsville e Los Brazos de Santiago, situati vicino alla foce del Rio Grande.
Fu solo nel 1889 che il sistema ferroviario nordamericano collegò il Messico con il Canada. Nel 1910 fu completato un ponte ferroviario internazionale a Brownsville, Texas e Matamoros, Tamaulipas, che è attualmente di proprietà e gestito dalla Brownsville and Matamoros Bridge Company, una joint venture tra la Union Pacific e il governo messicano.

### XX secolo
Il governo messicano ha gestito la Tex-Mex dal 1900 al 1982, quando la privatizzazione lo ha reso parte del Grupo TFM. Nel 1906 acquistò la Texas Mexican Northern Railway e nel 1930 la San Diego and Gulf Railway.
Ordinate il 22 aprile 1938, sette locomotive diesel della Whitcomb Locomotive Works furono consegnate tra agosto e novembre 1939. Mentre alcune locomotive a vapore sono state mantenute fino al 1946 o 1947, non sono state quasi mai utilizzate e la Tex-Mex è considerata la prima ferrovia al mondo ad aver utilizzato locomotive a diesel.
Hanno anche iniziato a gestire una ferrovia governativa di 31 km da Corpus Christi a una stazione aerea navale nel 1940. Nel 1995, la KCS in espansione ha acquistato il 49% della Tex-Mex e nel 1997 il Surface Transportation Board ha concesso i diritti di tracciamento alla Tex-Mex per connettersi alla KCS a Beaumont, Texas. In risposta all'aumento del commercio internazionale tra gli Stati Uniti e il Messico, la ferrovia ha costruito un grande scalo ferroviario e un impianto di trasporto merci intermodale a Laredo nel 1998. Ha anche vinto il premio di "ferrovia regionale annuale" nello stesso anno.

### XXI secolo
Nel 2002, tuttavia, entrambe le società hanno venduto le loro azioni al Grupo Transportación Ferroviaria Mexicana. Nell'agosto 2004, la KCS ancora una volta ha acquistato una partecipazione di controllo nella Tex-Mex, anche se sono state tenute da una società fiduciaria fino a quando il Surface Transportation Board ha approvato l'azione nel gennaio 2005.

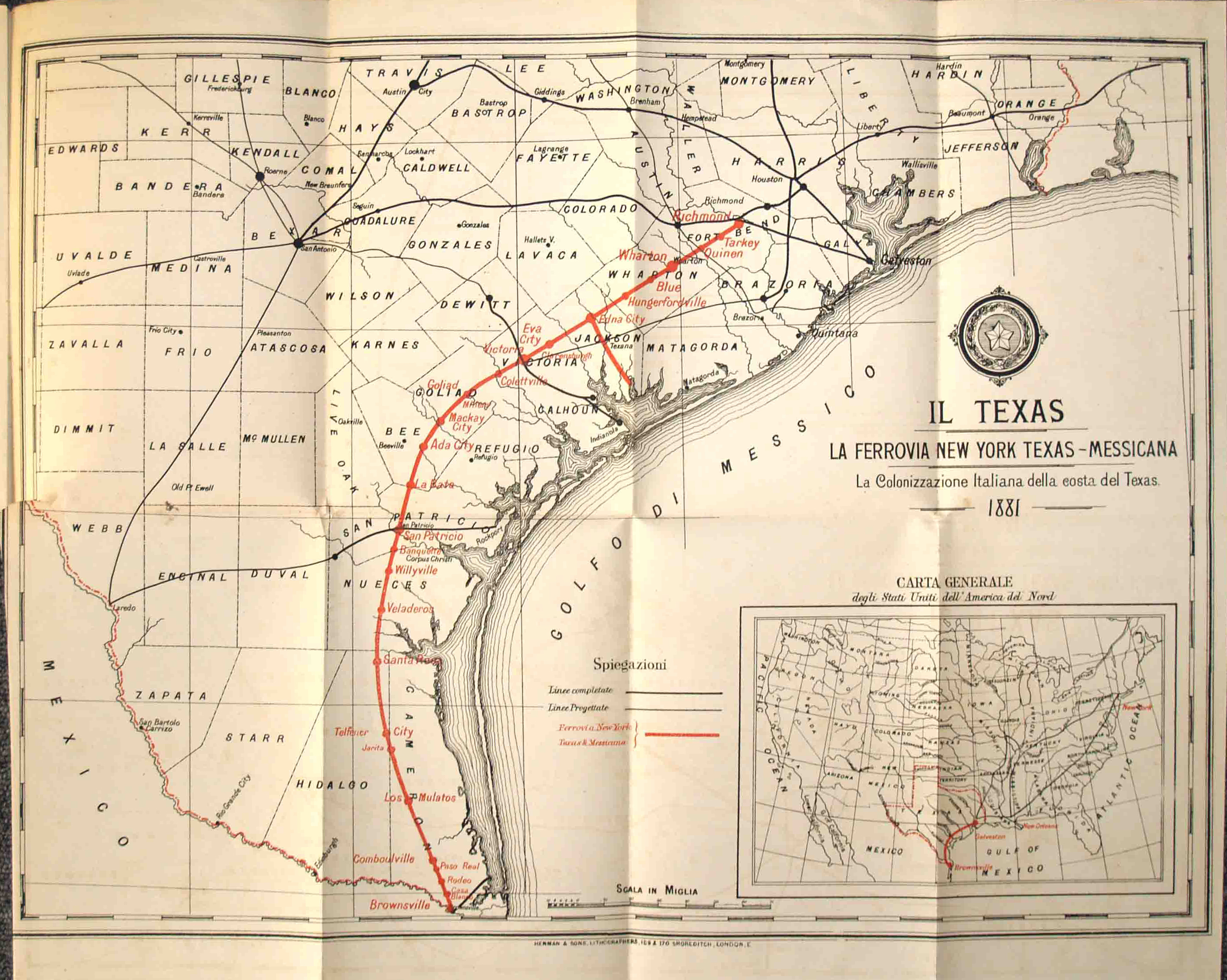
Mappa del 1881 di Giuseppe Telfener della "Macaroni Line", la New York, Texas and Mexican Railway Company

Nel giugno 2009, la Tex-Mex ha iniziato a operare su una nuova linea tra Victoria e Rosenberg, in Texas, nota come Macaroni Line. La linea fu costruita nel 1882 e fu chiamata Macaroni Line poiché il cibo principale per gli operai che costruivano la linea erano i maccheroni. Nel 1885 fu acquisita dalla Southern Pacific, che gestiva la linea di 91 miglia fino al 1985: all'inizio degli anni 1990, i binari erano per lo più usurati. Nel 2006, la KCS e la Tex-Mex hanno annunciato che avrebbero ricostruito la Macaroni Line, per porre fine alla necessità di diritti di tracciamento su una tortuosa rotta della Union Pacific. La costruzione è iniziata nel gennaio 2009 e la linea è stata aperta per i primi treni per oltre 20 anni, entro giugno 2009. La linea ora gestisce treni giornalieri e dispone di segnalamento del CTC.